# Markquis Nowell
Markquis Morris Nowell (Nueva York, Nueva York; 25 de diciembre de 1999) es un baloncestista estadounidense que pertenece a la plantilla de los Rio Grande Valley Vipers de la G League. Con 1,70 metros de estatura, juega en la posición de base.

## Trayectoria deportiva

### Universidad
Jugó tres temporadas con los Trojans de la Universidad de Arkansas en Little Rock, en las que promedió 14,3 puntos, 3,3 rebotes, 4,9 asistencias y 2,0 robos de balón por partido.
Al término de su tercera temporada fue transferido a los Kansas State de la Universidad Estatal de Kansas, donde jugó dos temporadas más, en las que promedió 15,4 puntos, 6,9 asistencias, 3,5 rebotes y 2,4 robos de balón por partido. El 23 de marzo de 2023 betió el récord de más asistencias en un partido del Torneo de la NCAA, al repartir 19 pases de canasta ante Michigan State. Al término de la temporada fue incluido en el mejor quinteto de la Big 12 Conference, en el tercer equipo All-American por AP, la USBWA, la NABC y Sporting News, y recibió el Premio Bob Cousy al mejor base de la División I de la NCAA.

#### Estadísticas
| Año     | Equipo       | PJ  | PT  | MPP  | %TC  | %3P  | %TL  | RPP | APP | ROB | TPP | PPP  |
| ------- | ------------ | --- | --- | ---- | ---- | ---- | ---- | --- | --- | --- | --- | ---- |
| 2019–20 | Little Rock  | 25  | 18  | 30.4 | .382 | .354 | .792 | 3.2 | 4.2 | –   | 1.4 | 11.1 |
| 2019–20 | Little Rock  | 28  | 26  | 33.5 | .427 | .391 | .879 | 3.0 | 4.9 | 0.1 | 2.2 | 17.2 |
| 2020–21 | Little Rock  | 15  | 8   | 30.5 | .344 | .333 | .873 | 3.9 | 6.0 | –   | 2.3 | 14.3 |
| 2021–22 | Kansas State | 27  | 21  | 30.4 | .386 | .307 | .829 | 3.4 | 5.0 | –   | 2.2 | 12.4 |
| 2022–23 | Kansas State | 36  | 36  | 36.9 | .386 | .355 | .889 | 3.5 | 8.3 | 0.1 | 2.6 | 17.6 |
| Total   | Total        | 131 | 109 | 32.9 | .390 | .353 | .866 | 3.4 | 5.8 | 0.0 | 2.2 | 14.8 |

### Profesional
Después de no ser seleccionado en el draft de la NBA de 2023, firmó un contrato dual con los Toronto Raptors de la NBA y su filial en la G League, los Raptors 905, el 3 de julio de 2023. Fue despedido el 4 de marzo de 2024.
El 1 de octubre de 2024 firmó con los Houston Rockets, pero fue despedido el 14 de octubre. El 27 de octubre, se unió a los Rio Grande Valley Vipers de la G League.